# عباس عسكري
عباس عسكري (بالفارسية: عباس عسکری) هو لاعب كرة قدم إيراني في مركز الهجوم، ولد في 11 سبتمبر 1990 في مسجد سليمان في إيران. لعب مع نادي نفط مسجد سليمان.

## وصلات خارجية
- عباس عسكري على موقع قاعدة بيانات كرة القدم.إي يو (الإنجليزية)
- عباس عسكري على موقع Soccerway.com (الإنجليزية)